# フェリックス・ド・ブルボン＝パルム
フェリックス・ド・ブルボン＝パルム（フランス語: Félix de Bourbon-Parme, 1893年10月28日 - 1970年4月8日）は、ルクセンブルク大公シャルロットの夫。ジャン大公の父。オーストリア＝ハンガリー皇后ツィタの弟。prince de Luxembourgの称号を有した。

## 生涯
パルマ公ロベルト1世（当時すでにパルマ公国は廃されていた）の八男としてオーストリアで生まれる。母は父の2番目の妃マリーア・アントーニア。イタリア語名はフェリーチェ・ディ・ボルボーネ＝パルマ（Felice di Borbone-Parma）。
ブルボン朝最後のフランス王であるシャルル10世の玄孫であり（父方の祖母ルイーズ・ダルトワがシャルル10世の孫）、またパルマ公家の遠祖でもあるブルボン朝最初の王アンリ4世を介して、中世のルクセンブルク家の血も引いている。
第一次世界大戦終結直後の1919年に、即位後間もないルクセンブルク女大公シャルロット（母方の従妹）と結婚した。2人の間には長子ジャン大公をはじめ6人の子供が生まれている。
ルクセンブルク赤十字社総裁を2度務めた（1923年 - 1932年、1945年 - 1967年）。
カジノで賭けに負け、グリューネヴァルト（ルクセンブルクの広大な森林地帯）を失ったことは有名である。ルクセンブルク政府は法外な金額で買い戻す羽目になり、フェリックスからは贈り物として出費を返してもらった。2006年7月、フェリックスの孫にあたるアンリ大公は、森全体を国の資産として付近住民に売却したいと表明した。

## 子女
- ジャン（1921年 - 2019年）　ルクセンブルク大公
- エリザベート（1922年 - 2011年）
- マリー＝アデライード（1924年 - 2007年）
- マリー＝ガブリエル（1925年 - 2023年）
- シャルル（英語版）（1927年 - 1977年）
- アリックス（1929年 - 2019年）

## 注
1. ↑  日本語に「女大公の配偶者」を示す用語は存在しないため、便宜上「夫君」と呼ばれることが多い。王配も参照。